# Las Huelgas

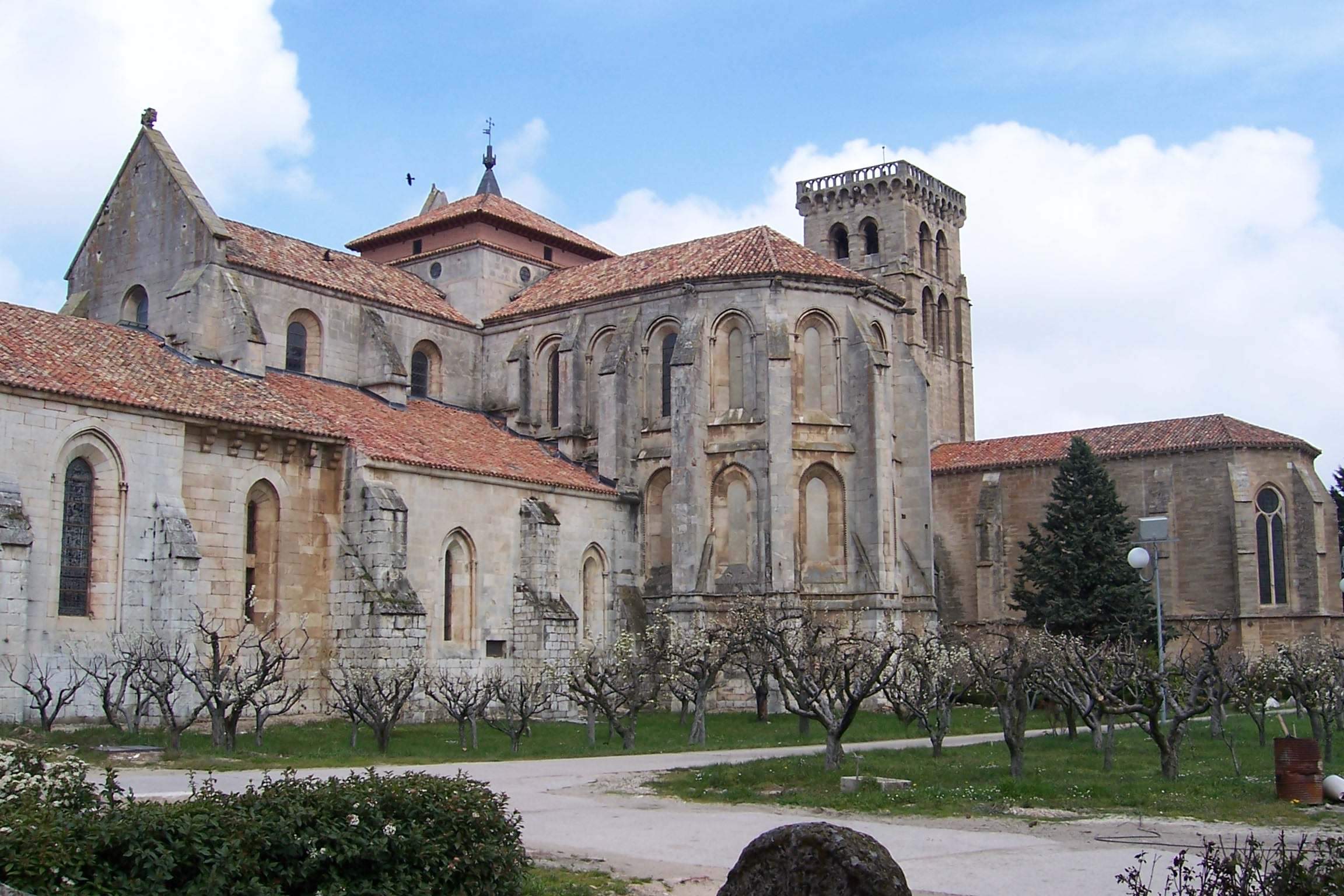
Fasada klasztoru

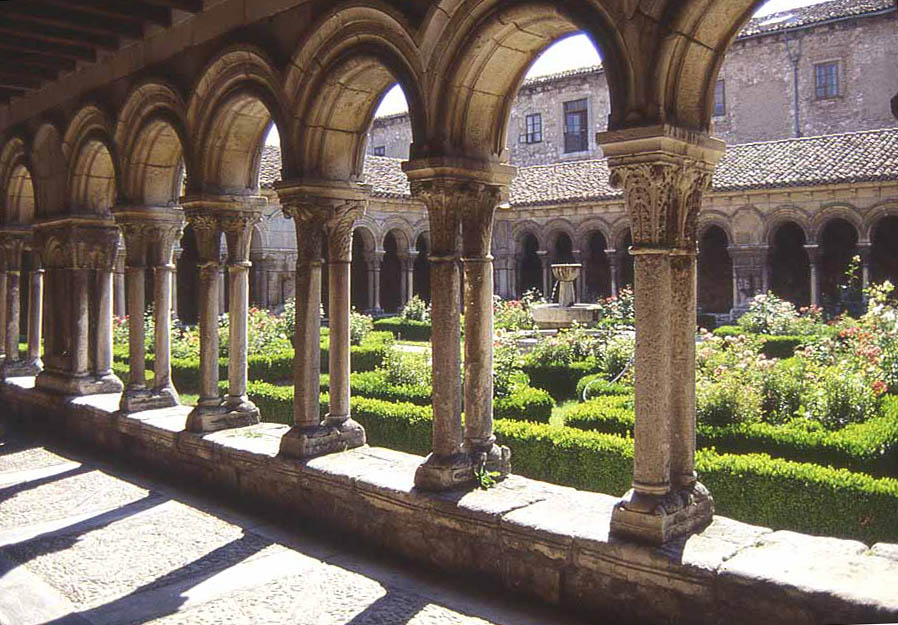
Arkady klasztoru

Las Huelgas (dokł. Klasztor Najświętszej Maryi Panny Las Huelgas) – klasztor cysterek, położony 1,5 km na zachód od Burgos w Hiszpanii, założony w 1187.

## Historia
Klasztor był miejscem ślubów królewskich, hiszpańskich i zagranicznych, np. ślubu Edwarda I z Eleonorą kastylijską w 1254. Wieża obronna opactwa była też miejscem urodzenia króla Piotra I Kastylijskiego.
Klasztor został założony w 1187 przez Alfonsa VIII Szlachetnego. Kompleks klasztorny składa się z kościoła, kaplic, zabudowań mieszkalnych, podwórzy i ogrodów.
W 1199 klasztor został zamieszkany przez cystersów. Korytarze i krużganki klasztoru zapełniała ponad setka zakonnic. Klasztor w XIII w. został miejscem pochówku rodziny królewskiej. W 1212 Alfons VIII założył Szpital Królewski podległy opactwu.
Klasztor Las Huelgas jest w posiadaniu Kodeksu Las Huelgas z XIV w.

## Przywileje przeoryszy
Przeorysza klasztoru cieszyła się wieloma królewskimi przywilejami, większymi od wielu biskupów:
- zwolnienie z podatków,
- panowanie nad 500 wsiami i osadami,
- zwierzchnictwo nad 12 klasztorami bernardynek znajdujących się w Kastylii i Leonie,
- szeroka i niezależna jurysdykcja zarówno cywilna, jak i karna,
- przyznawanie beneficjów,
- zatwierdzanie spowiedników,
- udzielanie kapłanom pozwoleń na głoszenie słowa Bożego,
- rozpoznawanie spraw małżeńskich i cywilnych,
- egzekwowanie należności trybutarnych,
- nakładanie ekskomuniki,
- otrzymanie na własność licznych skarbów sakralnych rodziny królewskiej.

Przywilejami przeorysza cieszyła się do 1873 roku. Tego roku zniesiono wyłączenia jurysdykcyjne w Hiszpanii i przeorysza znalazła się w zależności od arcybiskupa Burgos.

## Ciekawostki
Doktorat z prawa o przywilejach ksieni z Las Huelgas napisał św. Josemaría Escrivá de Balaguer. Pełny tekst publikacji dostępny jest na jego stronie internetowej.